# Котячі лапки звичайні
Котячі лапки дводомні, котячі лапки звичайні (Antennaria dioica (L.). Gaertn., місцеві назви — білий безсмертник,) — багаторічна трав'яниста рослина родини складноцвітих.

## Опис
Рослина 10-30 см заввишки з тонким кореневищем, від якого відходять численні, укорочені, лежачі, вегетативні пагони, що несуть чергові, зближені в розетки листки та кілька прямих нерозгалужених білоповстистих квітконосних стебел. Листки цілісні, зверху голі, зелені або з обох боків сріблясті, білоповстисті, цілокраї, прикореневі — лопатоподібні (3 — 4 см завдовжки і 0,3-1 см завширшки), тупі або загострені, звужені у довгий черешок. Стеблові листки лінійні або лінійно-ланцетні, білоповстисті, сидячі, притиснуті до стебла . Квітки дрібні в кошиках, що зібрані в небагатоквіткові щиткоподібні суцвіття; верхівковий кошик 5б мм у діаметрі. Рослина дводомна, кошики з маточковими квітками довгасті, звичайно рожеві. Тичинкові кошики кулясті, білого кольору. При основі кошиків черепичасторозміщені листочки обгортки, знизу вони пухнасті, зверху сухі. Квітколоже голе, випукле, тичинкові квітки з трубчастою або трубчасто-лійкоподібною оцвітиною, тичинок п'ять. Маточкові квітки широкотрубчасті з маточкою, стовпчиком і двороздільною приймочкою, зав'язь нижня. Плоди — циліндричні, довгасті сім'янки (до 1 мм завдовжки) .

## Поширення та екологія
Котячі лапки ростуть у хвойних, рідше мішаних лісах. Світлолюбна рослина. Цвіте у травні — червні.
Поширені розсіяно майже по всій Україні. Заготовляють у районах поширення. Запаси сировини незначні.

## Практичне використання
Лікарська і декоративна рослина.
З лікувальною метою використовують суцвіття, в яких містяться дубильні речовини, смоли, сапоніни, вітамін К, а також сліди алкалоїдів.
Котячі лапки рекомендуються народною медициною як ранозагоювальний, кровоспинний і жовчогінний засіб, особливо часто використовують при кровохарканні, кишкових, гемороїдальних, маткових кровотечах, при грижі, кривавому проносі, коклюші. За своєю кровоспинною дією котячі лапки перевершують адреналін і хлористий кальцій, а за жовчогінною дією не поступаються цминові пісковому. Траву застосовують при хворобах горла, туберкульозі легень, як заспокійливий засіб, при гіпертонії. Зовнішньо застосовують при дитячих екземах, наривах, туберкульозі шкіри, порошком з трава присипають рани.
У ветеринарії відваром трава лікують овець від проносу. Котячі лапки поїдають зайці, козулі, олені.
Рослина придатна для декорування альпійських гірок і створення бордюрів.

## Збирання, переробка та зберігання
Збирають суцвіття на початку цвітіння до розкривання кошиків, сушать у затінку, не допускаючи пересушування, яке призводить до розсипання кошиків. Зберігають у коробках, вистелених папером.